# Coulonges (Charente-Maritime)
Coulonges é uma comuna francesa na região administrativa da Nova Aquitânia, no departamento de Charente-Maritime. Estende-se por uma área de 9,16 km². Em 2010 a comuna tinha 239 habitantes (densidade: 26,1 hab./km²).